# 가이후 끌어내리기
가이후 끌어내리기(海部下ろし)는 1991년 정치 개혁 관련 법안을 둘러싸고 일본 자유민주당 내에서 일어난 항쟁의 결과 일본의 내각총리대신 가이후 도시키가 퇴진하게 된 사건이다.

## 경위
리크루트 사건으로 다케시타 노보루가 총재직에서 물러나고 후임으로 우노 소스케가 취임했지만 이번엔 여성 스캔들에 휘말리는 일이 일어났다. 결국 1989년 제15회 일본 참의원 의원 통상선거에서 자민당은 대패했고 우노는 책임을 지고 취임 2개월만에 물러났다. 리크루트 사건의 영향으로 대부분의 당내 유력 정치인들은 근신 중이었기에 소규모 파벌인 고모토파의 가이후가 우노의 후임 총재가 됐다. 가이후는 자민당의 체질 개선을 위해 정치 개혁을 추진했고 그 영향으로 1990년 제39회 일본 중의원 의원 총선거에서 자민당은 의석은 줄었지만 과반수는 유지하여 퇴조의 흐름을 막는데 성공했다. 하지만 이것은 리크루트 사건으로 근신 중이던 각 파벌들의 영수들이 정치 개혁에 소극적으로 임하게 하고 정권 획득을 노리도록 만들고 말았다.
당시 정국의 불씨는 중의원 의원 총선거에 소선거구제를 도입하는 것을 골자로 하는 정치 개혁 법안이었다. 1989년 자민당이 참의원 선거에서 대패하는 바람에 과반수를 차지하고 있던 중의원과 달리 참의원은 그렇지 못했다. 따라서 가이후 내각은 법안 하나를 통과시킬 때에도 야당의 협조를 구하는 것이 중요해졌는데 중선거구제를 소선거구제로 바꾸는 것은 야당도 손해를 보는 것이라 법안 통과에 소극적이었다. 하지만 가이후는 정치 개혁이라는 대의 명분을 바탕으로 여론의 지지를 받고 있었고 소규모 파벌인 가이후에게 여론의 지지는 정권 유지를 위해 반드시 필요했기에 선거구 개혁은 양보할 수 없는 문제였다.
1991년 9월 25일 다케시타파 회장 가네마루 신은 곧 있을 총재 선거에서 가이후 지지를 시사했다. 하지만 가이후가 중요하게 여겼던 정치 개혁 법안들은 자민당 내에서 여전히 의견이 모아지지 않았고 중의원 정치개혁특별위원회 위원장이던 오코노기 히코사부로는 심의 일수가 부족하단 이유로 법안을 폐기하고자 했다. 여야 간사도 이에 합의했는데 이 과정은 정치 개혁 법안 통과를 주장하던 가이후가 모르게 이루어졌다.
곧 이를 듣게 된 가이후는 당 4역과 긴급 회의를 열었고 '중대한 결심으로 임하겠다', '중대한 마음으로 해나가겠다'고 말했다. 그런데 가이후의 발언이 언론에서 '중대한 결의로 임하겠다'로 바뀌어 보도되었다. 이는 중의원을 해산해서 총선을 치르겠다는 의미로 받아들여졌다. 정치 개혁 법안에 반대 의사를 표명해오던 미야자와파, 미쓰즈카파, 와타나베파는 가이후의 이와 같은 발언에 반발했고 가이후는 가이후대로 국회대책위원장 회담, 중의원 의장 산하에 여야 협의 기관 설립 등이 다 거부되자 중의원 해산을 결의하게 된다. 하지만 가이후에 반대하는 세력들이 지나치게 결속하게 되는 것을 우려한 다케시타파의 실력자 오자와 이치로도 해산을 반대하자 가이후는 더 이상 해산을 밀어붙이지 못하고 총재 임기 만료를 이유로 내각총사퇴하고 말았다.
가이후의 정치 스승격인 미키 다케오가 총재로 재직하던 1976년 당시 미키 끌어내리기가 이루어진 적이 있었다. 미키는 록히드 사건 수사를 둘러싸고 나카소네 야스히로의 파벌을 제외한 모든 파벌과 대립하고 있었고 이때 중의원을 해산할지 내각을 총사퇴할지 고민하고 있었다. 당시 가이후는 내각관방 부장관으로 재임하면서 그 과정을 지켜보고 있었는데 미키는 결국 중의원 해산을 포기하고 총재 임기 만료와 함께 물러났다. 그리고 가이후도 미키와 마찬가지로 중의원 해산을 포기하고 총재 임기가 만료되면서 내각총사퇴를 선택했다.

## 참고 문헌
- 가이후 도시키 (2010년 11월 20일). 《政治とカネ―海部俊樹回顧録》 [정치와 돈 - 가이후 도시키 회고록]. ISBN 978-4-10610394-0.
- 가이후 도시키 (2015년 12월 1일).  垣見洋樹, 편집. 《海部俊樹回想録―自我作古》 [가이후 도시키 회고록 - 자아작고]. ISBN 978-4931388956.